# Oriental Film
Oriental Film è stata una compagnia di produzione cinematografica di Batavia, Indie Orientali olandesi (ora Giacarta, Indonesia). Costituita dall'imprenditore Tjo Seng Han nel 1940, ha prodotto quattro film in bianco e nero prima di chiudere nel 1941. Tutti i film della compagnia sono stati proiettati negli anni '50, ma potrebbero essere tuttora persi. Sono stati diretti da due uomini, Njoo Cheong Seng e Sutan Usman Karim, e hanno lanciato la carriera di attori come Dhalia e Soerip.
Costituita durante il risveglio dell'industria cinematografica delle Indie Orientali olandesi, la Oriental ha distribuito il suo primo film, Kris Mataram, nel luglio del 1940. Il film aveva come protagonista la moglie di Njoo, Fifi Young, e contava sulla sua fama di attrice teatrale per attirare il pubblico. Esso fu seguito da altri tre film, che miravano ad un pubblico a basso reddito e facevano largo uso di musica kroncong. La loro ultima produzione fu Panggilan Darah nel 1941, che venne completata dopo che Njoo e Young si erano spostati alla Majestic Film. La Oriental non riuscì a recuperare le spese di noleggio di uno studio di proprietà olandese, e l'attività venne chiusa.